# Греко-римская борьба на летних Олимпийских играх 1968 — до 87 кг
Соревнования по греко-римской борьбе в рамках Олимпийских игр 1968 года в среднем весе (до 87 килограммов) прошли в Мехико с 23 по 26 октября 1968 года в «Ice Rink of the Insurgents».
Турнир проводился по системе с начислением штрафных баллов.
- 0 штрафных очков в случае чистой победы или дисквалификации противника, а также неявки;
- 0,5 штрафных очка в случае победы ввиду явного технического превосходства (на восемь и более баллов);
- 1 штрафное очко в случае победы по баллам (с разницей менее восьми баллов);
- 2 штрафных очка в случае результативной ничьей;
- 2,5 штрафных очка в случае безрезультатной ничьей (пассивной ничьей);
- 3 штрафных очка в случае поражения по баллам (с разницей менее восьми баллов);
- 3,5 штрафных очка в случае поражения ввиду явного технического превосходства соперника (на восемь и более баллов);
- 4 штрафных очка в случае чистого поражения или дисквалификации а также неявки.

Трое оставшихся борцов выходили в финал, где проводили встречи между собой. Встречи между финалистами, состоявшиеся в предварительных схватках, шли в зачёт. Схватка по регламенту турнира продолжалась 9 минут в три трёхминутных периода, в партер ставили менее активного борца. Мог быть назначен овертайм.
В среднем весе боролись 19 участников. Какого-то определённого фаворита не было: многие борцы могли претендовать на медали. К ним относились Лотар Метц, серебряный призёр игр 1960 года и бронзовый призёр игр 1964 года, но в олимпийское межсезонье в активе имевший лишь бронзу чемпионата Европы, Бранислав Симич, действующий олимпийский чемпион, но в межсезонье вообще не имевший значимых побед, Валентин Оленик, чемпион мира 1966 года и вице-чемпион 1967 года, Иржи Корманик, действующий олимпийский вице-чемпион, Тевфик Кыш, ветеран борьбы, олимпийский чемпион 1960 года, двукратный чемпион мира и чемпион Европы. 
Победители определились в шестом круге. Однако из документов неясно распределение мест. В финальной встрече нужды не было, так как два оставшихся в турнире борца Метц и Симич уже свели свою встречу вничью, но у Метца было меньше штрафных баллов. Симич, как второй оставшийся в турнире, должен был остаться с серебряной медалью, но по непонятным причинам серебряную медаль получил выбывший из турнира Оленик, а Симич остался с бронзовой медалью. 

## Призовые места
- Лотар Метц (GDR)
- Валентин Оленик (URS)
- Бранислав Симич (YUG)

## Первый круг
| Штрафных баллов | Участник 1               | Результат             | Участник 2                  | Штрафных баллов |
| --------------- | ------------------------ | --------------------- | --------------------------- | --------------- |
| 1               | Тевфик Кыш (TUR)         | По очкам              | Теуво Ояла (FIN)            | 3               |
| 4               | Бертиль Нюстрём (SWE)    | Дисквалификация обоих | Кэндзиро Хираки (JPN)       | 4               |
| 1               | Лотар Метц (GDR)         | По очкам              | Уэйн Бауман (USA)           | 3               |
| 0               | Хакон Эверби (NOR)       | Туше (8:49)           | Эктор Альварес (MEX)        | 4               |
| 0               | Петар Крумов (BUL)       | Туше (0:51)           | Хосе Мануэль Эрнандес (GUA) | 4               |
| 1               | Чеслав Квециньский (POL) | По очкам              | Ласло Силлаи (HUN)          | 3               |
| 0               | Валентин Оленик (URS)    | Туше (1:56)           | Хулио Граффинья (ARG)       | 4               |
| 1               | Иржи Корманик (TCH)      | По очкам              | Жан-Мари Шардонне (SUI)     | 3               |
| 1               | Бранислав Симич (YUG)    | По очкам              | Николае Негут (ROU)         | 3               |
| 0               | Эрнст Кнолль (FRG)       | Пропускал             |                             |                 |

## Второй круг
| Штрафных баллов | Участник 1               | Результат    | Участник 2                  | Штрафных баллов |
| --------------- | ------------------------ | ------------ | --------------------------- | --------------- |
| 2               | Тевфик Кыш (TUR)         | По очкам     | Эрнст Кнолль (FRG)          | 3               |
| 3               | Теуво Ояла (FIN)         | Туше (8:45)  | Бертиль Нюстрём (SWE)       | 8               |
| 1               | Лотар Метц (GDR)         | Туше (4:41)  | Кэндзиро Хираки (JPN)       | 8               |
| 3               | Уэйн Бауман (USA)        | Туше (10:49) | Эктор Альварес (MEX)        | 8               |
| 0               | Хакон Эверби (NOR)       | Туше (4:56)  | Хосе Мануэль Эрнандес (GUA) | 8               |
| 1               | Петар Крумов (BUL)       | По очкам     | Ласло Силлаи (HUN)          | 6               |
| 1               | Чеслав Квециньский (POL) | Туше (2:56)  | Хулио Граффинья (ARG)       | 8               |
| 1               | Валентин Оленик (URS)    | По очкам     | Иржи Корманик (TCH)         | 4               |
| 1               | Бранислав Симич (YUG)    | Туше (5:11)  | Жан-Мари Шардонне (SUI)     | 7               |
| 3               | Николае Негут (ROU)      | Пропускал    |                             |                 |

## Третий круг
| Штрафных баллов | Участник 1            | Результат   | Участник 2               | Штрафных баллов |
| --------------- | --------------------- | ----------- | ------------------------ | --------------- |
| 3               | Николае Негут (ROU)   | Туше (4:43) | Эрнст Кнолль (FRG)       | 7               |
| 2               | Лотар Метц (GDR)      | По очкам    | Тевфик Кыш (TUR)         | 5               |
| 3               | Уэйн Бауман (USA)     | Туше (8:56) | Теуво Ояла (FIN)         | 7               |
| 2               | Петар Крумов (BUL)    | По очкам    | Хакон Эверби (NOR)       | 3               |
| 2               | Валентин Оленик (URS) | По очкам    | Чеслав Квециньский (POL) | 4               |
| 2               | Бранислав Симич (YUG) | По очкам    | Иржи Корманик (TCH)      | 7               |

## Четвёртый круг
| Штрафных баллов | Участник 1            | Результат   | Участник 2               | Штрафных баллов |
| --------------- | --------------------- | ----------- | ------------------------ | --------------- |
| 7               | Тевфик Кыш (TUR)      | Ничья       | Николае Негут (ROU)      | 5,5             |
| 2               | Лотар Метц (GDR)      | Туше (1:33) | Хакон Эверби (NOR)       | 7               |
| 4               | Уэйн Бауман (USA)     | По очкам    | Чеслав Квециньский (POL) | 7               |
| 4               | Валентин Оленик (URS) | Ничья       | Петар Крумов (BUL)       | 4               |
| 2               | Бранислав Симич (YUG) | Пропускал   |                          |                 |

## Пятый круг
| Штрафных баллов | Участник 1            | Результат    | Участник 2         | Штрафных баллов |
| --------------- | --------------------- | ------------ | ------------------ | --------------- |
| 3               | Бранислав Симич (YUG) | Ничья        | Лотар Метц (GDR)   | 3               |
| 5,5             | Николае Негут (ROU)   | Туше (8:58)  | Петар Крумов (BUL) | 8               |
| 4               | Валентин Оленик (URS) | Туше (10:08) | Уэйн Бауман (USA)  | 8               |

## Шестой круг
| Штрафных баллов | Участник 1            | Результат | Участник 2            | Штрафных баллов |
| --------------- | --------------------- | --------- | --------------------- | --------------- |
| 5               | Бранислав Симич (YUG) | Ничья     | Валентин Оленик (URS) | 6               |
| 4               | Лотар Метц (GDR)      | По очкам  | Николае Негут (ROU)   | 8,5             |